# Die Neue Zeit

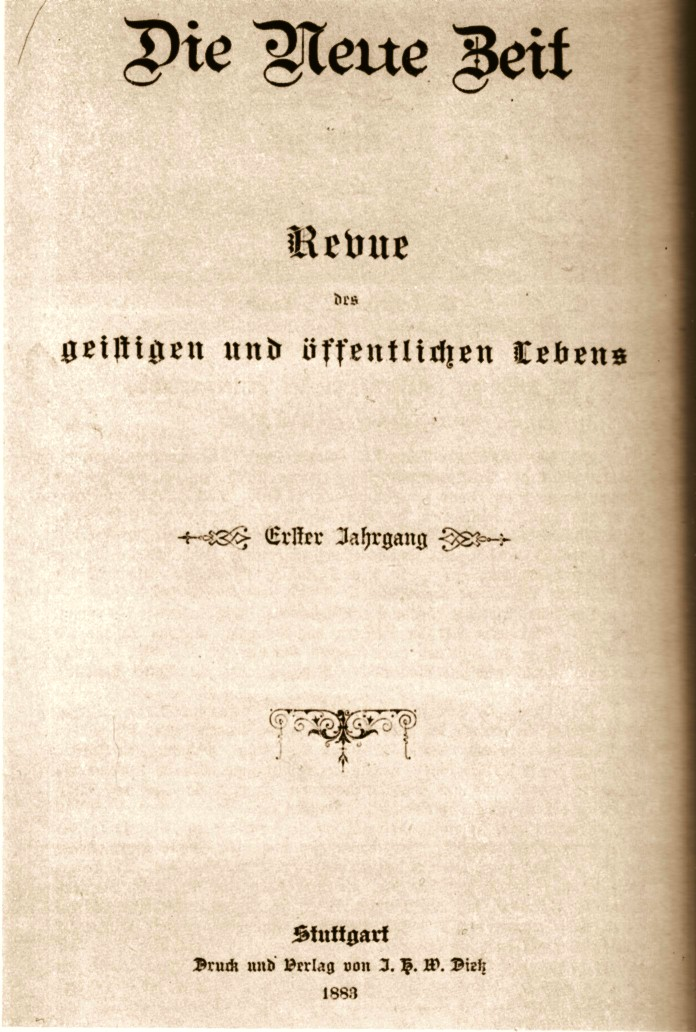
Die Neue Zeit (titelblad, första årgången 1883).

Die Neue Zeit var en tysk socialdemokratisk tidskrift, ursprungligen grundad 1883 av Karl Kautsky.
Neue Zeit blev snart marxismens teoretiska huvudorgan inom tysk socialdemokrati och spelade även en internationellt ledande roll; i dess spalter utkämpades omkring sekelskiftet 1900 de häftiga debatterna mellan Eduard Bernstein och Kautsky angående revisionismen. Under första världskriget förlorade Die Neue Zeit mycket av sitt inflytande och upphörde 1923.
Bland framstående marxister som medverkat i tidskriften återfinns Georgij Plechanov, Friedrich Engels, Rudolf Hilferding, Franz Mehring, Gustav Landauer, Karl Marx, Rosa Luxemburg, Wilhelm Liebknecht, Anton Pannekoek och Vladimir Lenin. 